# سیارک ۱۵۰۷۶
سیارک ۱۵۰۷۶ (به انگلیسی: 15076 Joellewis، نامگذاری:1999BL25) پانزده هزار و هفتاد و ششمین سیارک کشف شده‌است که در ۱۸ ژانویه ۱۹۹۹ کشف شد.
قدر مطلق سیارک برابر 18.6 است.